# Karl Adolf Mirus
Karl Adolf Mirus (* 27. Februar 1829 in Leisnig; † 21. November 1907 ebenda) war sächsischer Hofrat, Rechtsanwalt und Notar.

## Leben
Karl Adolf Mirus wurde als Sohn des Bürgermeisters und Rechtsanwalts Carl Moritz Mirus (1800–1873) sowie dessen Ehefrau Albertine Mirus, geb. Wapler (1805–1870) geboren. Bis zum 16. Lebensjahr privat erzogen, besuchte er zwischen 1845 und 1849 die Kreuzschule in Dresden. Von 1849 bis 1852 studierte er in Leipzig, wo er 1857 zum Dr. jur. promovierte. Ab 1857 war er als Rechtsanwalt und Notar in Leisnig tätig. 1860 heiratete er Auguste Buhle (1831–1900). Fünf Jahre später kam seine Tochter Theodora Elisabeth Vollmöller (1865–1934, genannt „Dora“) zur Welt, die 1887 den Göttinger Romanistik-Professor Dr. Karl Vollmöller (1848–1922) ehelichte.
Als Adolfs Frau vor ihm an einem Herzschlag starb, setzte er ihr und sich in seiner Heimatstadt Leisnig ein bleibendes Denkmal: er ließ auf seine Kosten den Kirchturm von St. Matthäi restaurieren und erhöhen. 1901 gehörte er der sächsischen Landessynode an.
Mirus war ein versierter Familienforscher und gründete 1902 für die elterlichen Nachkommen den Mirus- und Waplerbund. Er gehörte zu den Gründern des Geschichts- und Altertumsvereins zu Leisnig und war Vorsitzender weiterer Vereine. Zahlreiche Beiträge in dessen „Mitteilungen“ zeugen von seinem historischen Interesse.
Seit 1879 war Mirus sächsischer Hofrat, 1891 wurde er Ehrenbürger seiner Heimatstadt. Seit 1883 verbrachte er die Sommermonate in seinem Sommerhaus „Gottfried“ im oberbayerischen Tölz, das seit 1891 auch von seiner Tochter Dora sowie seinem Schwiegersohn Karl Vollmöller genutzt wurde. Mirus verstarb am 21. November 1907 in Leisnig, wo er auch beigesetzt ist.
Hinweis: In Weimar gab es einen Kommissionsrat Adolf Mirus (1825–1918), der mit diesem aller Wahrscheinlichkeit nach verwandt gewesen ist!

## Werke
- Mittheilungen des Geschichts- und Alterthums-Vereins zu Leisnig [im Königreiche Sachsen] (MittGAVLeisnig), 1868ff.
- Die Stammbäume der Familie Mirus und Wapler, Leisnig 1898.
- Das Waplersche Familienblatt, Leisnig 1906ff
- Mein Lebenslauf 1908.